# Handball-Bayernliga 1998/99
Die Handball-Bayernliga 1998/99 wurde unter dem Dach des „Bayerischen Handballverbandes“ (BHV) organisiert, sie ist die höchste Spielklasse des Landesverbandes Bayern und wurde hinter der Handball-Regionalliga als vierthöchste Spielklasse im deutschen Ligensystem eingestuft.

## Saisonverlauf
Die Handball-Bayernliga 1998/99 war die einundvierzigste Ausspielung der Handball-Bayernligasaison. Meister wurde der TSV Ottobeuren, der sich damit auch für die Regionalliga Süd 1999/00 qualifizierte.

### Modus
Es wurde eine Hin- und Rückrunde gespielt. Nach Abschluss der daraus resultierenden 22 Spieltage stieg der „Bayerische Meister“ in die Regionalliga auf, während die letzten drei Mannschaften in die beiden Staffeln der Landesliga absteigen mussten.  Bei Punktegleichheit war das bessere Torverhältnis ausschlaggebend. Der Modus war für Männer und Frauen gleich.

## Teilnehmer und Platzierungen
Nicht mehr dabei waren die Auf- und Absteiger der Vorsaison. Neu dabei waren ein Absteiger (A) und die Aufsteiger (N) aus den Landesligen. Im Verlaufe der Saison traten zwölf Mannschaften in der Bayernliga an.

### Abschlusstabelle
|     | Mannschaft           | Spiele | Punkte |
| --- | -------------------- | ------ | ------ |
| 1.  | TSV Ottobeuren (N)   | 22     | 32:12  |
| 2.  | HG Rothenburg        | 22     | 32:12  |
| 3.  | TSV Simbach am Inn   | 22     | 27:17  |
| 4.  | TSV Friedberg        | 22     | 26:18  |
| 5.  | HG Ingolstadt        | 22     | 22:22  |
| 6.  | HG Erlangen II (N)   | 22     | 20:24  |
| 7.  | TSV Milbertshofen    | 22     | 20:24  |
| 8.  | TV 1877 Lauf (A)     | 22     | 19:25  |
| 9.  | TV Coburg-Neuses     | 22     | 18:26  |
| 10. | TVO Marktredwitz     | 22     | 18:26  |
| 11. | TSV 1860 Ansbach (N) | 22     | 16:28  |
| 12. | VfL Waldkraiburg     | 22     | 14:30  |

Bereich des „Bayer. Handballverbandes“ (BHV)

(A) = Absteiger aus der Regionalliga Süd (N) = neu in der Liga

 Bayerischer Meister und Aufsteiger zur Regionalliga Süd 1999/00

 Für die Bayernliga  1999/00 qualifiziert

### Frauen
- Der HCD Gröbenzell wurde Bayerischer Meister und hat sich für die Regionalliga Süd 1999/00 der Frauen qualifiziert.